# Беккья, Вальтер
Вальтер Беккья (итал. Walter Becchia; 31 марта 1896, Казале-Монферрато, Италия — 16 января 1976) — итальянский автомобильный конструктор, разработчик двигателей. Занимался проектированием двигателей для автомобилей Fiat, Sunbeam, Talbot, Darracq и Citroën. Всемирную известность ему принесла разработка оригинального двигателя для Citroën 2CV.

## Биография
Вальтер Беккья родился Казале-Монферрато на севере Италии. Этот яркий и умный итальянский инженер начал свою карьеру в спортивном отделении Fiat. В 1922 году гоночный автомобиль Fiat-804, в разработке двигателя которого участвовал Беккья, выиграл Гран-при Франции и Италии. В 1922 году Луис Коатлен (англ. Louis Coatalen), технический директор объединённой компании Sunbeam-Talbot-Darracq (S.T.D.) пригласил на работу Винченцо Бертарионе (итал. Vincenzo Bertarione) и молодого Вальтера Беккья. С 1921 по 1927 годы они построили очень успешную серию 1,5-литровых верхнеклапанных DOHC гоночных двигателей для автомобилей Darracq, Talbot-Darracq и Talbot. Вскоре Бертарионе ушёл в Hotchkiss, Беккья остался в S.T.D.
Будучи противником набирающего силу фашистского движения Муссолини, Беккья не желал возвращаться в Италию, поэтому в 1926 году принял французское гражданство.
В начале 1930-х к группе S.T.D. присоединился Тони Лаго (англ. Anthony Lago). Он был энтузиастом автомобильных гонок и сосредоточил все усилия на разработке модели T 150 °C с обновлённым трёхлитровым двигателем. Беккья было поручено спроектировать новую головку цилиндров с полусферической камерой сгорания для существующего шестицилиндрового нижневального двигателя Talbot. Его прекрасная разработка позволила повысить мощность двигателя без применения дорогостоящей и сложной конструкции с верхним распределительным валом. Talbot-Lago T150 имел выдающуюся гоночную карьеру, на его шасси было построено несколько самых элегантных предвоенных автомобилей. Эти автомобили были не только красивы. Каплеобразное купе с кузовом Figoni et Falaschi пришло третьим в Ле-Мане 1938 года.
Спортивные успехи позволили компании решиться на разработку нового трёхлитрового двигателя V16, который позволил бы им тягаться с гоночными автомобилями Mercedes и Auto Union. Но с началом войны все спортивные разработки были закрыты. В 1939 году глава Citroën Буланже (англ. Pierre-Jules Boulanger) приглашал Беккья, но тот отказался, не желая покидать свою компанию в трудные времена. Переход произошёл в начале 1941 года, Беккья стал преемником Мориса Сэинтура (фр. Maurice Sainturat) и занялся разработкой своего шедевра — двигателя для Citroën 2CV. Оппозитный двухцилиндровый двигатель воздушного охлаждения в различных модификациях устанавливался на автомобили Citroën с 1948 по 1987 годы. Всего было изготовлено примерно 9 миллионов двигателей.
Беккья ушёл с Citroën в 1968 году.

## Галерея

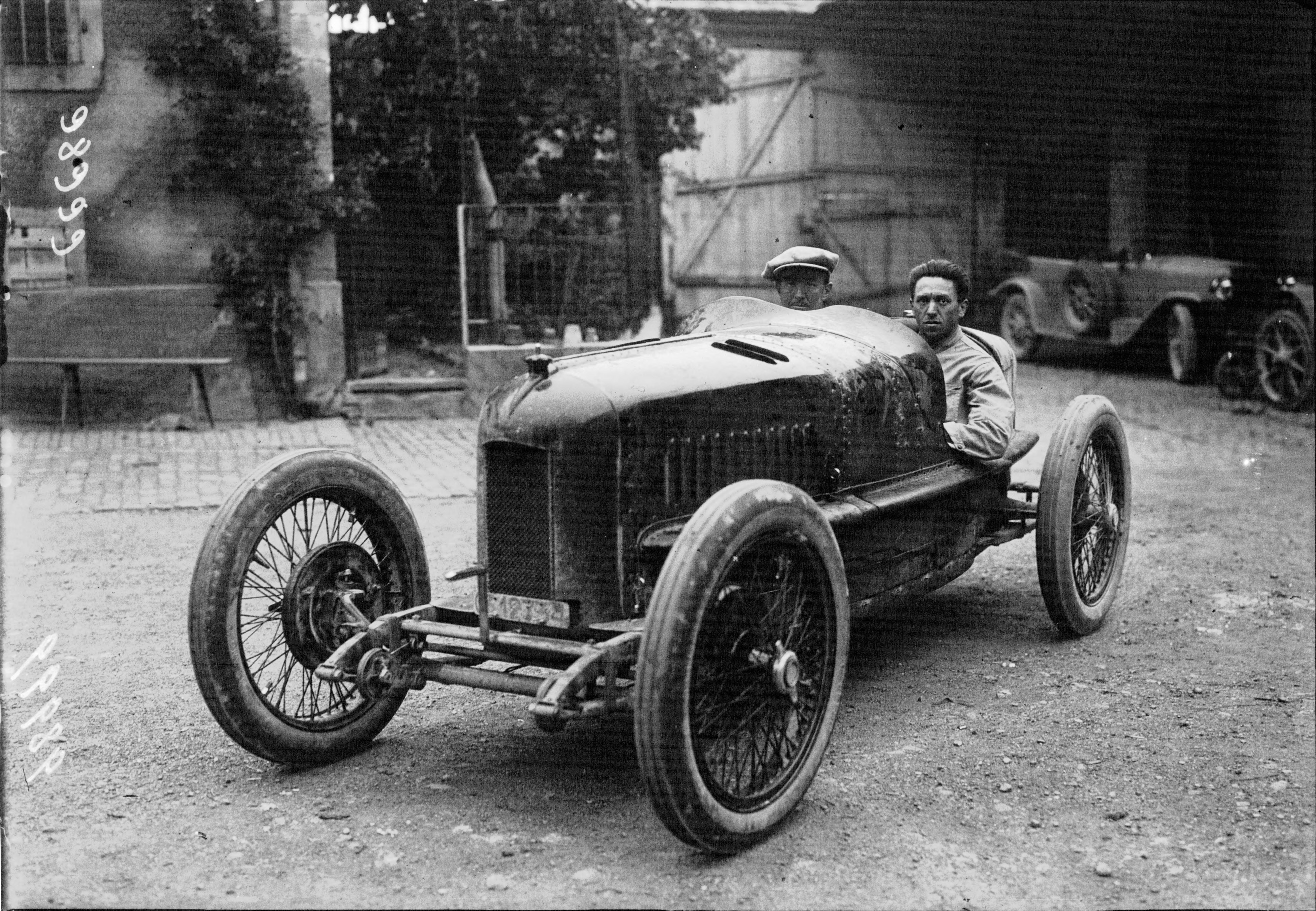
Fiat-804 1922 года, победитель Гран-при Франции
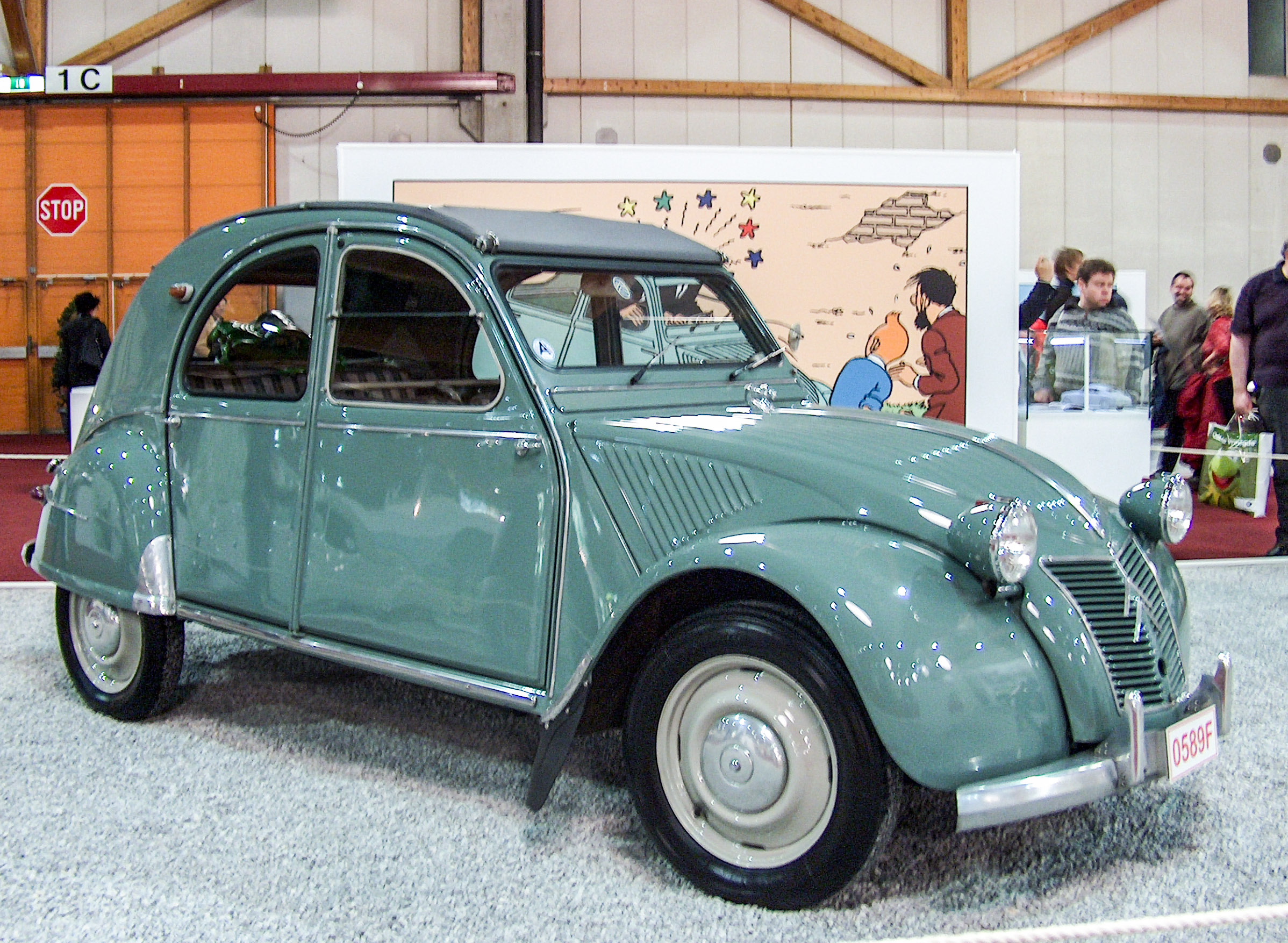
Citroën 2CV 1949 года
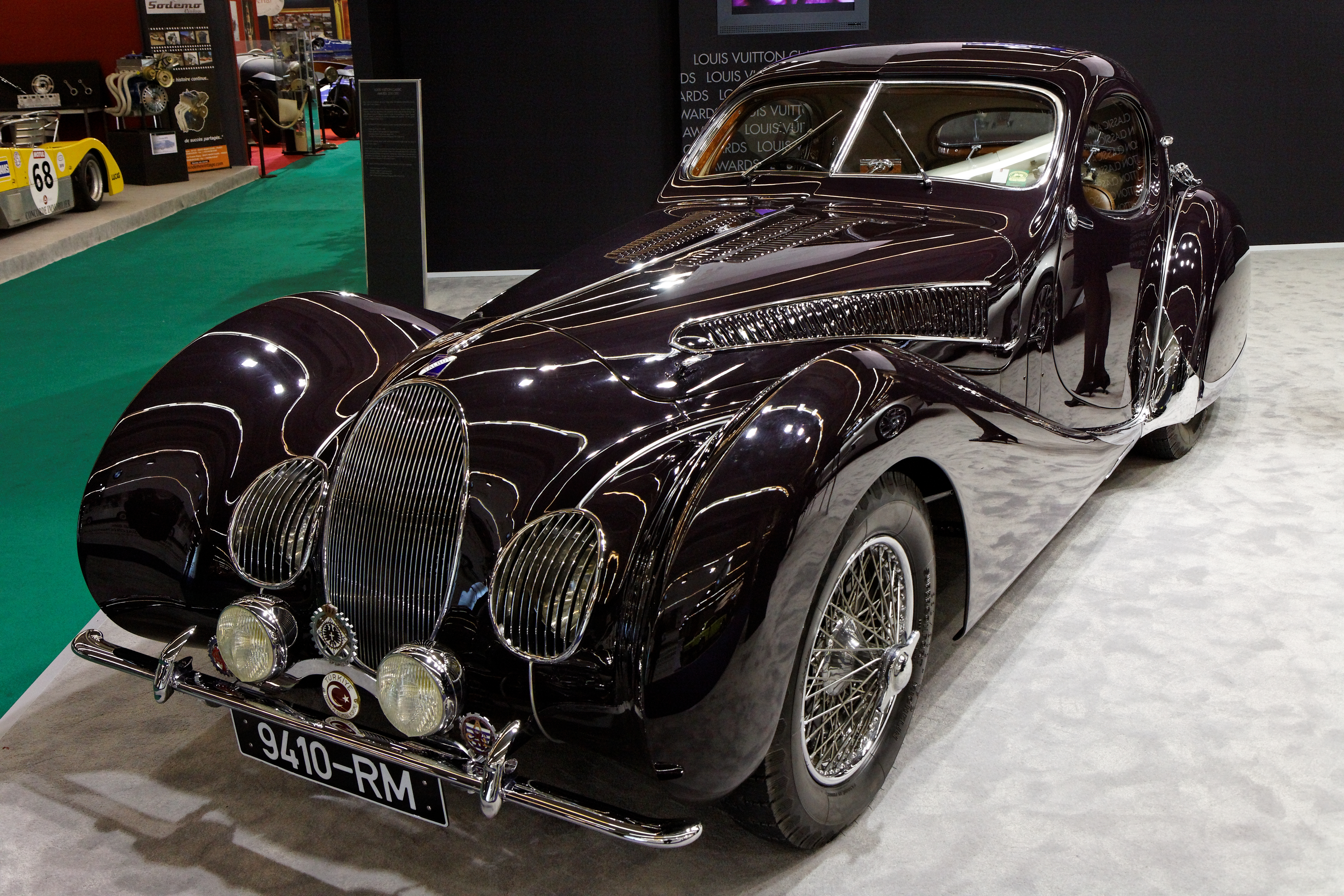
Talbot-Lago T-150 °C SS 1938 года